# Patrik Tischler
Patrik Tischler (Budapest, 30 luglio 1991) è un calciatore ungherese, attaccante del Bicske.

## Caratteristiche tecniche
Punta centrale dalle ottime proprietà offensive, è spesso il rigorista della squadra.

## Carriera

### Club
Cresce con l'MTK Budapest squadra della sua città dove fa tutta la trafila fino ad arrivare in prima squadra, esordendo all'età di 16 anni in un match di Coppa di Lega della stagione 2007-08. Nella stagione successiva all'età di 17 anni segna il suo primo gol in carriera in una partita di Coppa d'Ungheria, mentre il 30 maggio 2009 all'ultima giornata esordisce in campionato segnando anche il gol del definitivo 4-0 sul REAC. Per l'annata 2009-10 colpito dall'ottimo impatto del ragazzo nelle partite ufficiali viene mandato in prestito all'Oldham club inglese militante in League One, ma con la squadra britannica non riesce a giocare neanche una partita venendo al massimo convocato in qualche occasione in campionato, così il 1º febbraio 2010 il giocatore ritorna in patria. Nel corso delle seguenti stagioni è il volto della squadra che dalla retrocessione in NBII ritorna ad essere competitiva in campionato ritornando anche in europa. Lascia il club di Budapest dopo aver vinto una coppa, una supercoppa ed un campionato di NBII con 35 reti messe a segno in 87 partite. Per la stagione 2013-14 viene ingaggiato dal Puskás Akadémia giocando con il club di Felcsút altre 2 stagioni e mezzo prima di passare il 16 gennaio 2016 ai campioni in carica d'Ungheria del Videoton. Esordisce il 20 febbraio nell'1-1 interno con il Bekescsaba partendo titolare, segna il suo primo gol alla penultima giornata di campionato nella vittoria contro l'MTK Budapest sua ex squadra per 5-0, ripetendosi la giornata successiva nel 3-0 esterno all'Újpest chiudendo l'esperienza al Videoton con 11 presenze e 2 reti non venendo riscattato e facendo quindi ritorno al Puskás Akadémia. La stagione seguente lo vede tra gli artefici della vittoria del campionato di NBII con 15 reti messe a segno in 32 partite, attirando a fine campionato l'interesse dell'Újpest che lo acquista a titolo definitivo. La prima stagione con il club della capitale si chiude in campionato con 4 reti messe a segno in 27 incontri, laureandosi invece capocannoniere con 10 reti segnate in 9 incontri e vincitore della Magyar Kupa 2017-2018 assieme al resto della squadra. La stagione successiva lo vede iniziare con la stessa casacca, ma il 31 agosto passa in prestito all'Honvéd in un giro di prestiti che vede Dániel Lukács fare il percorso inverso. Fa il suo debutto in campionato il giorno dopo il suo arrivo proprio contro la sua ex squadra ovvero l'Újpest, mentre segna i suoi primi gol in Coppa d'Ungheria mettendo a segno una doppietta che consentirà alla squadra di vincere 6-0 ai danni dei dilettanti del Bőny SE e di passare il turno. Segna la sua prima rete in campionato il 15 dicembre nel derby contro l'Újpest sua ex squadra segnando al 92' minuto il gol del definitivo 2-2. Termina la stagione con 19 presenze ed un gol, non venendo riscattato e tornando all'Újpest. Per la stagione 2019-20 firma un contratto annuale per il Kisvárda, debuttando alla prima giornata e segnando il suo primo gol alla quinta giornata nella sconfitta interna contro il Mezőkövesd-Zsóry. Nel corso della stagione mette a segno altre quattro marcature, che serviranno per riuscire a far rimanere la squadra nella massima serie. Nella stagione successiva accetta la proposta del Debrecen appena retrocesso in NBII., ritornando dopo una sola stagione di assenze prontamente nella massima serie vincendo il campionato con due lunghezze sul Gyirmót. Al termine del campionato 2021-22 dopo 48 presenze e 11 reti lascia Debrecen e si accasa al Budafok scendendo di categoria. Deluse le aspettative, andando a segno una sola volta al termine della stagione, il suo contratto non viene rinnovato, restando svincolato. Il 15 gennaio 2024 si accasa al Bicske squadra militante in terza divisione.

### Nazionale
Nel 2008 viene convocato dal ct Gyula Zsivótzky per una partita di qualificazione all'europeo di categoria contro la Bosnia, segnando un gol. Dal 2009 ha fatto parte dell'Under-19 raccogliendo 5 presenze segnando una rete, dal 2010 al 2013 ha rappresentato invece l'Under-21 con cui ha giocato alcune partite di qualificazione all'europeo di categoria mettendo insieme in tutto 8 presenze.

## Statistiche

### Presenze e reti nei club
Statistiche aggiornate al 25 dicembre 2021.
| Stagione               | Squadra                | Campionato             | Campionato | Campionato | Coppe nazionali | Coppe nazionali | Coppe nazionali | Coppe continentali | Coppe continentali | Coppe continentali | Altre coppe | Altre coppe | Altre coppe | Totale | Totale |
| Stagione               | Squadra                | Comp                   | Pres       | Reti       | Comp            | Pres            | Reti            | Comp               | Pres               | Reti               | Comp        | Pres        | Reti        | Pres   | Reti   |
| ---------------------- | ---------------------- | ---------------------- | ---------- | ---------- | --------------- | --------------- | --------------- | ------------------ | ------------------ | ------------------ | ----------- | ----------- | ----------- | ------ | ------ |
| 2007-2008              | MTK Budapest           | NBI                    | 0          | 0          | MK+MLK          | -+1             | -+0             | CU                 | -                  | -                  | -           | -           | -           | 1      | 0      |
| 2008-2009              | MTK Budapest           | NBI                    | 1          | 1          | MK+MLK          | 1+3             | 1+0             | UCL                | 0                  | 0                  | MS          | 0           | 0           | 5      | 2      |
| 2009-feb. 2010         | Oldham Athletic        | FL1                    | 0          | 0          | FACup+CdL       | -               | -               |                    | -                  | -                  | FLT         | -           | -           | 0      | 0      |
| feb.-giu. 2010         | MTK Budapest           | NBI                    | 3          | 0          | MK+MLK          | -               | -               | -                  | -                  | -                  | -           | -           | -           | 3      | 0      |
| 2010-2011              | MTK Budapest II        | NBII                   | 1          | 1          | MK              | -               | -               | -                  | -                  | -                  | -           | -           | -           | 1      | 1      |
| 2010-2011              | MTK Budapest           | NBI                    | 29         | 12         | MK+MLK          | 5+1             | 1+0             | -                  | -                  | -                  | -           | -           | -           | 35     | 13     |
| 2011-2012              | MTK Budapest           | NBII                   | 25         | 15         | MK+MLK          | 6+6             | 4+2             | -                  | -                  | -                  | -           | -           | -           | 37     | 21     |
| 2012-2013              | MTK Budapest           | NBI                    | 29         | 7          | MK+MLK          | 1+2             | 0+0             | UEL                | 1                  | 0                  | -           | -           | -           | 33     | 7      |
| Totale MTK Budapest    | Totale MTK Budapest    | Totale MTK Budapest    | 87         | 35         |                 | 26              | 8               |                    | 1                  | 0                  |             | 0           | 0           | 114    | 48     |
| 2013-2014              | Puskás Akadémia        | NBI                    | 28         | 9          | MK+MKL          | 1+5             | 0+1             | -                  | -                  | -                  | -           | -           | -           | 34     | 10     |
| 2014-2015              | Puskás Akadémia        | NBI                    | 30         | 15         | MK+MKL          | 3+2             | 7+1             |                    | -                  | -                  | -           | -           | -           | 34     | 23     |
| 2015-gen. 2016         | Puskás Akadémia        | NBI                    | 18         | 3          | MK              | 0               | 0               |                    | -                  | -                  | -           | -           | -           | 18     | 3      |
| gen.-giu. 2016         | Videoton               | NBI                    | 11         | 2          | MK              | 1               | 0               | UCL+UEL            | -                  | -                  | MS          | -           | -           | 12     | 2      |
| 2016-2017              | Puskás Akadémia        | NBII                   | 32         | 15         | MK              | 2               | 3               | -                  | -                  | -                  | -           | -           | -           | 34     | 18     |
| Totale Puskás Akadémia | Totale Puskás Akadémia | Totale Puskás Akadémia | 108        | 42         |                 | 13              | 12              |                    | -                  | -                  |             | -           | -           | 121    | 54     |
| 2017-2018              | Újpest                 | NBI                    | 27         | 4          | MK              | 9               | 10              | -                  | -                  | -                  | -           | -           | -           | 36     | 14     |
| lug.-ago. 2018         | Újpest                 | NBI                    | 5          | 0          | MK              | -               | -               | UEL                | 3                  | 0                  | -           | -           | -           | 8      | 0      |
| Totale Ujpest          | Totale Ujpest          | Totale Ujpest          | 32         | 4          |                 | 9               | 10              |                    | 3                  | 0                  |             | -           | -           | 44     | 14     |
| ago. 2018-2019         | Honvéd                 | NBI                    | 18         | 1          | MK              | 7               | 4               | UEL                | -                  | -                  | -           | -           | -           | 25     | 5      |
| 2019-2020              | Kisvárda               | NBI                    | 26         | 5          | MK              | 3               | 1               | -                  | -                  | -                  | -           | -           | -           | 29     | 6      |
| 2020-2021              | Debrecen               | NBII                   | 26         | 8          | MK              | 5               | 2               | -                  | -                  | -                  | -           | -           | -           | 31     | 10     |
| 2021-2022              | Debrecen               | NBI                    | 22         | 3          | MK              | 1               | 0               | -                  | -                  | -                  | -           | -           | -           | 23     | 3      |
| Totale Debrecen        | Totale Debrecen        | Totale Debrecen        | 48         | 11         |                 | 6               | 3               |                    | -                  | -                  |             | -           | -           | 54     | 14     |
| 2022-2023              | Budafok                | NBII                   | 21         | 1          | MK              | 3               | 0               | -                  | -                  | -                  | -           | -           | -           | 24     | 1      |
| gen.-giu. 2024         | Bicske                 | NBIII                  | 12         | 9          | MK              | -               | -               | -                  | -                  | -                  | -           | -           | -           | 12     | 9      |
| 2024-2025              | Bicske                 | NBIII                  | 24         | 10         | MK              | 0               | 0               | -                  | -                  | -                  | -           | -           | -           | 24     | 10     |
| Totale Bicske          | Totale Bicske          | Totale Bicske          | 36         | 19         |                 | 0               | 0               |                    | -                  | -                  |             | -           | -           | 36     | 19     |
| Totale carriera        | Totale carriera        | Totale carriera        | 387        | 121        |                 | 67              | 38              |                    | 4                  | 0                  |             | 0           | 0           | 450    | 159    |

## Palmarès

### Club
- Campionato ungherese: 1

MTK Budapest: 2007-2008
- Supercoppa d'Ungheria: 1

MTK Budapest: 2008
- Campionato ungherese di NBII: 3

MTK Budapest: 2011-2012
Puskás Akadémia: 2016-2017
Debrecen: 2020-2021
- Coppa d'Ungheria: 1

Újpest: 2017-2018

### Individuale
- Capocannoniere della coppa ungherese: 1

2017-2018 (10 gol)